# Temporada 1982-83 de los Seattle SuperSonics
La temporada 1982-83 fue la decimosexta de los Seattle SuperSonics en la NBA. La temporada regular acabó con 48 victorias y 34 derrotas, ocupando el cuarto puesto de la conferencia Oeste, clasificándose para los playoffs, en los que cayeron en primera ronda ante los Portland Trail Blazers.

## Elecciones en elDraft
| Ronda | Puesto | Jugador    | Posición | Nacionalidad   | Universidad/Club |
| ----- | ------ | ---------- | -------- | -------------- | ---------------- |
| 3     | 65     | John Greig | Alero    | Estados Unidos | Oregon           |

## Temporada regular
| División Pacífico        | División Pacífico | División Pacífico | División Pacífico | División Pacífico | División Pacífico | División Pacífico | División Pacífico | División Pacífico |
| Equipo                   | G                 | P                 | %                 | PD                | Casa              | Fuera             | Div               |                   |
| ------------------------ | ----------------- | ----------------- | ----------------- | ----------------- | ----------------- | ----------------- | ----------------- | ----------------- |
| y-Los Angeles Lakers     | 58                | 24                | .707              | –                 | 33–8              | 25–16             | 21–9              |                   |
| x-Phoenix Suns           | 53                | 29                | .646              | 5                 | 32–9              | 21–20             | 21–9              |                   |
| x-Seattle SuperSonics    | 48                | 34                | .585              | 10                | 29–12             | 19–22             | 14–16             |                   |
| x-Portland Trail Blazers | 46                | 36                | .561              | 12                | 31–10             | 15–26             | 16–14             |                   |
| Golden State Warriors    | 30                | 52                | .366              | 28                | 21–20             | 9–32              | 11–19             |                   |
| San Diego Clippers       | 25                | 57                | .305              | 33                | 18–23             | 7–34              | 7–23              |                   |

## Playoffs

### Primera ronda
Seattle SuperSonics vs. Portland Trail Blazers 
| Fecha       | Partido                                            | Ciudad   |
| ----------- | -------------------------------------------------- | -------- |
| 20 de abril | Seattle SuperSonics 97, Portland Trail Blazers 108 | Seattle  |
| 22 de abril | Portland Trail Blazers 105, Seattle SuperSonics 96 | Portland |
|             | Portland Trail Blazers gana las series 0-2         |          |

## Estadísticas
| Rk | Jugador         | Edad | P  | PT | MP   | TC  | TCI  | %TC  | T3  | T3I | %T3  | TL  | TLI | %TL  | RO  | RD  | RT   | AS  | RB  | TAP | BP  | FP  | PTS  |
| -- | --------------- | ---- | -- | -- | ---- | --- | ---- | ---- | --- | --- | ---- | --- | --- | ---- | --- | --- | ---- | --- | --- | --- | --- | --- | ---- |
| 1  | Gus Williams    | 29   | 80 | 80 | 34.5 | 8.3 | 17.3 | .477 | 0.0 | 0.5 | .047 | 3.5 | 4.6 | .751 | 0.9 | 1.7 | 2.6  | 8.0 | 2.3 | 0.3 | 2.9 | 1.5 | 20.0 |
| 2  | Jack Sikma      | 27   | 75 | 71 | 34.2 | 6.5 | 13.9 | .464 | 0.0 | 0.1 | .000 | 5.3 | 6.4 | .837 | 2.8 | 8.6 | 11.4 | 3.1 | 1.2 | 0.9 | 2.5 | 3.5 | 18.2 |
| 3  | Lonnie Shelton  | 27   | 82 | 79 | 31.4 | 5.3 | 11.2 | .478 | 0.0 | 0.1 | .167 | 1.7 | 2.3 | .754 | 1.9 | 4.1 | 6.0  | 2.9 | 0.9 | 0.9 | 2.1 | 3.8 | 12.4 |
| 4  | David Thompson  | 28   | 75 | 64 | 28.7 | 5.9 | 12.3 | .481 | 0.0 | 0.1 | .200 | 4.0 | 5.1 | .784 | 1.3 | 2.3 | 3.6  | 3.0 | 0.6 | 0.4 | 2.2 | 1.9 | 15.9 |
| 5  | Danny Vranes    | 24   | 82 | 73 | 25.0 | 2.8 | 5.2  | .527 | 0.0 | 0.0 | .000 | 1.4 | 2.5 | .550 | 2.2 | 3.0 | 5.2  | 1.5 | 0.6 | 0.6 | 1.2 | 3.1 | 6.9  |
| 6  | James Donaldson | 25   | 82 | 11 | 21.8 | 3.5 | 6.0  | .583 | 0.0 | 0.0 |      | 1.8 | 2.7 | .688 | 1.6 | 4.5 | 6.1  | 1.2 | 0.2 | 1.2 | 1.6 | 2.1 | 8.9  |
| 7  | Greg Kelser     | 25   | 80 | 9  | 18.8 | 3.1 | 5.6  | .549 | 0.0 | 0.0 | .000 | 2.2 | 3.2 | .673 | 2.0 | 3.1 | 5.0  | 1.2 | 0.7 | 0.4 | 1.9 | 3.0 | 8.3  |
| 8  | Fred Brown      | 34   | 80 | 1  | 17.9 | 4.6 | 8.9  | .520 | 0.2 | 0.4 | .438 | 0.7 | 0.9 | .806 | 0.4 | 0.8 | 1.2  | 3.0 | 0.7 | 0.2 | 1.4 | 1.2 | 10.2 |
| 9  | Steve Hawes     | 32   | 31 | 1  | 17.9 | 2.3 | 4.7  | .493 | 0.1 | 0.2 | .429 | 0.7 | 1.0 | .719 | 0.9 | 3.4 | 4.3  | 1.2 | 0.3 | 0.2 | 1.1 | 2.5 | 5.5  |
| 10 | Ray Tolbert     | 24   | 45 | 2  | 15.8 | 2.2 | 4.2  | .526 | 0.0 | 0.0 | .000 | 0.5 | 1.0 | .545 | 1.0 | 2.3 | 3.4  | 0.7 | 0.4 | 0.5 | 1.1 | 2.2 | 5.0  |
| 11 | Phil Smith      | 30   | 79 | 17 | 15.7 | 2.2 | 5.1  | .438 | 0.0 | 0.1 | .375 | 1.3 | 1.7 | .759 | 0.3 | 1.3 | 1.6  | 2.7 | 0.6 | 0.1 | 1.3 | 1.4 | 5.7  |
| 12 | Mark Radford    | 23   | 54 | 2  | 8.1  | 1.6 | 3.2  | .488 | 0.1 | 0.3 | .222 | 0.6 | 1.4 | .411 | 0.2 | 0.6 | 0.9  | 1.9 | 0.6 | 0.1 | 1.4 | 1.4 | 3.7  |
| 13 | John Greig      | 21   | 9  | 0  | 2.9  | 0.8 | 1.4  | .538 | 0.0 | 0.0 |      | 0.6 | 0.7 | .833 | 0.2 | 0.4 | 0.7  | 0.0 | 0.0 | 0.1 | 0.2 | 0.4 | 2.1  |

## Galardones y récords
| Jugador        | Galardón |
| Gus Williams   | All-Star |
| Jack Sikma     | All-Star |
| David Thompson | All-Star |